# Markus Peschel
Markus Peschel (* 1971 in Braunschweig) ist ein deutscher Grundschulpädagoge und Sachunterrichtsdidaktiker. Er ist Universitätsprofessor in der Fachrichtung Experimentalphysik und Leiter der Arbeitsgruppe für Didaktik des Sachunterrichts an der Universität des Saarlandes.

## Biographie
Das Studium der Fächer Grundschulpädagogik, Erziehungswissenschaften, Mathematik und Physik in Hamburg beendete Peschel 1996 mit dem ersten Staatsexamen für das Lehramt an Grund- und Mittelstufen. Im Anschluss daran folgte das Referendariat in Hamburg, welches er 1999 mit dem zweiten Staatsexamen abschloss.
Als Stipendiat der Hans-Böckler-Stiftung folgte daraufhin seine Promotion (1999–2002) bei Wulf Wallrabenstein am Fachbereich Erziehungswissenschaft des Instituts für Grundschulpädagogik in Hamburg unter dem Titel „Lesen durch Schreiben in offenen Lernsituationen: Eine qualitative Fallstudie in Hamburger ersten Klassen zum Konzept 'Lesen durch Schreiben' von Jürgen Reichen“.
Von 2002 bis 2005 war er als Klassenlehrer an einer Grundschule in Hamburg-Horn sowie als Fachlehrer für Physik und Informatik in der Mittelstufe tätig.
In den Jahren 2005 bis 2009 forschte und lehrte er als Juniorprofessor an der Universität Duisburg-Essen für den Lernbereich Naturwissenschaften mit dem Schwerpunkt Physik für die Grundschule. Anschließend folgte eine Professur für die Didaktik des Sachunterrichts am Institut für Vorschul- und Unterstufe an der Pädagogischen Fachhochschule Nordwestschweiz (FHNW). Seit 2013 ist er Universitätsprofessor für Didaktik der Primarstufe mit dem Schwerpunkt Sachunterricht an der Naturwissenschaftlich-Technischen Fakultät der Universität des Saarlandes.
Daneben konzipierte er als freier Autor bei verschiedenen Schulbuch-Verlagen Multimedia-Lernsoftware für den Deutschunterricht der Klassen 1 bis 4, arbeitete an einem Lexikon für den Sachunterricht und entwickelt derzeit Lernumgebungen für das Experimentieren im naturwissenschaftlich orientierten Sachunterricht.
Peschel ist Landesbeauftragter der Gesellschaft für Didaktik des Sachunterrichts für das Saarland und Vorsitzender der Arbeitsgruppe „Medien und Digitalisierung“ der Gesellschaft für Didaktik des Sachunterrichts (GDSU). Im Perspektivrahmen Sachunterricht der GDSU hat er vor allem hinsichtlich des perspektivenvernetzenden Themenbereiches Medien und der beispielhaften Lernsituation „recherchieren und vergleichen“ einen wesentlichen Beitrag geleistet. Er ist Mitglied der Kommission Lehrerbildung der GDSU und in dieser Funktion Mitautor des „Qualitätsrahmens Lehrerbildung Sachunterricht und seine Didaktik“.
Zwischen 2016 und 2019 war Markus Peschel interimistischer Vorsitzender der saarländischen Landesgruppe des Grundschulverbandes, seit 2019 hat er die Position des stellvertretenden Vorsitzenden in der Landesgruppe inne. Außerdem ist er Fachreferent für „Lernkulturen“ im Bundesgrundschulverband.

## Auszeichnungen
Peschel wurde von Ministerpräsidentin Annegret Kramp-Karrenbauer wiederholt als MINT-Botschafter des Saarlandes ausgezeichnet – für die Organisation der Kinderuni (2017) sowie für das Angebot GOFEX – Grundschullabor für Offenes Experimentieren (2015). 2015 wurden Peschel und das Projekt GOFEX mit dem Polytechnik-Preis als eines der besten 16 Projekte für die Verknüpfung Außerschulischer Lernorte mit den Möglichkeiten Neuer Medien ausgezeichnet. Der Kooperationsschule Max-Planck-Gymnasium (Duisburg), die Peschel konzeptionell begleitete, wurde der Zukunftspreis 2007 „Zukunft durch Innovation“ des nordrhein-westfälischen Ministeriums für Forschung und Zukunft verliehen.

## Forschungsschwerpunkte und Projekte (Auswahl)
- Grundschullabor für Offenes Experimentieren (GOFEX)[6]
- kidipedia – ein Wiki von Kids für Kids[15]
- SelfPro[16]
- doing AGENCY – Aushandlung von Selbstbestimmung beim Experimentieren[17]
- GeAR – Gelingensbedingungen und Grundsatzfragen von Augmented Reality in experimentellen Lehr-Lernszenarien entlang der schulischen Bildungsbiographie[18]
- Verbund der Lernwerkstätten[19][20]
- SUN[21]
- Mobiles Computerlabor[22]
- Digitale Grundschule[23]

## Wissenschaftliches Engagement
- Vorsitzender des Vereins „Internationales Netzwerk der Hochschullernwerkstätten“ (NeHle)
- Stellvertretender Vorsitzender der Landesgruppe Saarland für den Grundschulverband
- Fachreferent für „Lernkulturen“ im Grundschulverband
- Organisator der Kinderuniversität des Saarlandes[24] in Kooperation mit der Saarbrücker Zeitung
- Mitglied der Kommission Lehrerbildung der Gesellschaft für Didaktik des Sachunterrichts
- Landesbeauftragter der Gesellschaft für Didaktik des Sachunterrichts für das Saarland
- Vorsitzender der Arbeitsgruppe „Medien und Digitalisierung“ der Gesellschaft für Didaktik des Sachunterrichts
- Fachgutachter der Zeitschrift für Didaktik der Naturwissenschaften (ZfDN)
- Vertreter der Naturwissenschaftlich-Technischen Fakultät im Zentralen Prüfungsausschuss für das Lehramt an Schulen (ZPL)
- Vertrauensdozent und Gutachter der Studien- und Promotionsförderung der Hans-Böckler-Stiftung
- Ausrichtung der 9. Internationalen Fachtagung der Hochschullernwerkstätten 2016 in Saarbrücken[25]
- Ausrichtung der Jahrestagung der Gesellschaft für Didaktik des Sachunterrichts 2013 in Solothurn (Schweiz)[26]
- Mitarbeit an der Ausrichtung der DGfE-Grundschultagung 2003 an der Universität Bremen

## Publikationen  (Auswahl)
- Markus Peschel & Mareike Kelkel:  Fachlichkeit in Lernwerkstätten – Kind und Sache in Lernwerkstätten, Klinkhardt Bad Heilbrunn, 2018
- Markus Peschel & Ursula Carle: Forschung für die Praxis, Grundschulverband Frankfurt a. M., 2017
- Markus Peschel & Thomas Irion:  Neue Medien in der Grundschule 2.0 – Grundlagen – Konzepte – Perspektiven, Grundschulverband Frankfurt a. M., 2016
- Markus Peschel (Hg.): Mediales Lernen – Beispiele für eine inklusive Mediendidaktik, Schneider-Verlag Hohengehren, 2016
- Hans-Joachim Fischer, Hartmut Giest & Markus Peschel: Lernsituationen und Aufgabenkultur im Sachunterricht, Klinkhardt, Bad Heilbrunn, 2014
- Hildebrandt, Elke, Peschel, Markus & Weißhaupt, Mark: Lernen zwischen freiem und instruiertem Tätigsein, Klinkhardt, Bad Heilbrunn, 2014
- Markus Peschel, Pascal Favre, & Christian Mathis: SaCHen unterriCHten - Beiträge zur Situation der Sachunterrichtsdidaktik in der deutschsprachigen Schweiz, Schneider-Verlag Hohengehren, 2013
- Markus Peschel: Neue Medien im Sachunterricht. Gestern – Heute – Morgen, Schneider-Verlag Hohengehren, 2010

Reihenherausgeberschaften
- Kinder.Sachen.Welten – Dimensionen des Sachunterrichts (Reihentitel ab 2017), (Dimensionen des Sachunterrichts – Kinder.Sachen.Welten Reihentitel bis 2017), Schneider-Verlag Hohengehren.
- gemeinsam mit Hartmut Wedekind (ASH-Berlin), Eva Franz (PH Heidelberg), Johannes Gunzenreiner (RDZ St. Gallen), Barbara Müller-Neandrup (Siegen):  Lernen und Studieren in Lernwerkstätten, Klinkhardt,  Bad Heilbrunn
- gemeinsam mit Beate Blaseio (Uni Flensburg), Hilde Köster (FU-Berlin),  Ingelore Mammes (Uni Duisburg-Essen), Detlef Pech (HU-Berlin): Sachunterrichtsdidaktik und Grundschulpädagogik – Beiträge zu Forschung und Entwicklung, Schneider-Verlag Hohengehren